# Menhir du Pont d’Aubière

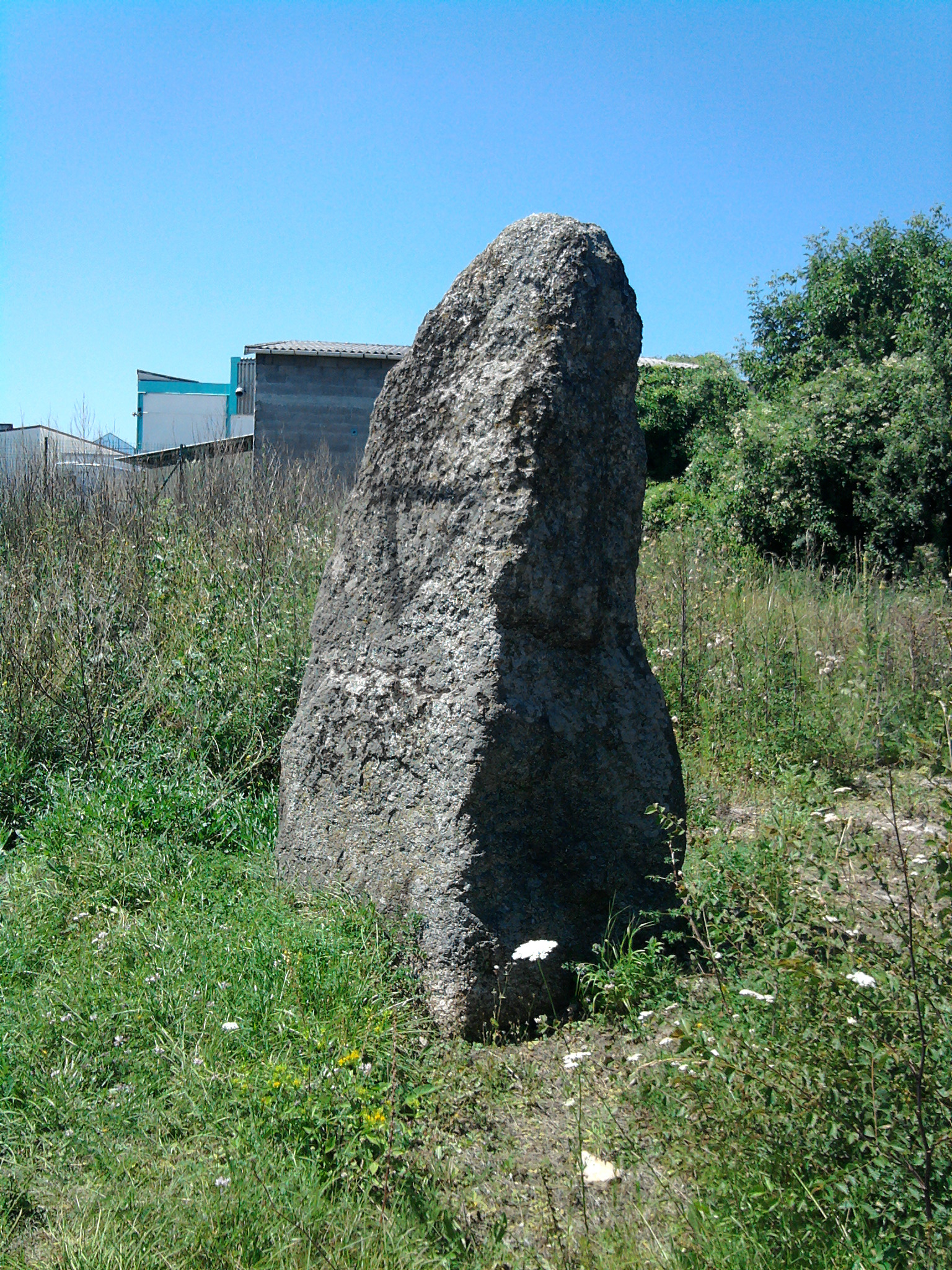
Menhir du Pont d’Aubière

Der Menhir du Pont d’Aubière (auch Pierre Piqué genannt) befindet sich an der Allée du Groupe Nicolas Bourbaki nordöstlich der Gemeinde Aubière bei Clermont-Ferrand im Zentrum des Département Puy-de-Dôme in Frankreich.
Der dreieckige Menhir ist aus porphyrittischem Granit und 2,32 m hoch. Seine Westseite ist vertikal, gleichmäßig, aber nicht glatt. Die südöstliche Seite hat 0,80 m vom Boden eine kleine Eintiefung. Die nordöstliche Seite ist unregelmäßig mit einer Konkavität an der Basis. Die Spitze des Menhirs ist von vorne gesehen gerundet und im Profil gesehen spitz.
Im Mittelalter lagen Gerichtshöfe in der Nähe des Menhirs. Laut Gaston Charvilhat (1869–1942) legten die jungen Leute aus dem Dorf am ersten Frühlingstag ihr Ohr an den Stein, um unterirdische Stimmen zu hören.
Der Menhir wurde 1971 als Monument historique registriert.